# Saranac (New York)
Pour les articles homonymes, voir Saranac.
Saranac est une municipalité (town) américaine de l'État de New York, située dans le comté de Clinton.

## Géographie
La municipalité s'étend sur 299,14 km2 dans le parc Adirondack, au sud-ouest du comté de Clinton et en limite de celui de Franklin,. Elle est arrosée par la Saranac, qui lui donne son nom.
Elle comprend les localités de Saranac, son siège administratif, Clayburg, Elsinore, High Bank, Moffitsville, Picketts Corners, Redford, Russia, Saranac Hollow et Standish, ainsi que la partie sud du village de Dannemora.
|          | Dannemora   | Plattsburgh    |
| Bellmont | Saranac     | Schuyler Falls |
| Franklin | Black Brook | Peru           |

## Histoire
Les premiers habitants s'installent au début du XIXe siècle et la municipalité est fondée en 1824 par détachement du territoire de celle de Plattsburgh.

## Politique et administration
La municipalité est administrée par un superviseur et un conseil de quatre membres élus pour deux ans.